# トークス
株式会社トークス（英文名称: Total Communications System Inc.）は、東京都千代田区に本社を置く独立系の中堅PR会社。『PR会社年鑑2010』のデータによれば、日本のPR会社として第9位の売上規模である。英文名称を略して“TOCS”とし、コミュニケーションの原点である“talk”から『トークス』と称している。

## 業務内容
- コミュニケーション戦略の企画、コンサルティング
- メディアリレーションズ
- コミュニケーション・ツールの企画、制作
- イベントやセミナーの企画、運営
- 危機管理広報のコンサルティング、トレーニング
- IR広報の企画、実施
- 海外広報の企画、実施
- 各種調査の立案、実施

## 重点領域
- ヘルスケア
- IT
- コンシューマ
- グローバル（海外PR）

## 所属団体
- 日本パブリック・リレーションズ協会 (PRSJ)
- 経済広報センター
- 日本外国特派員協会（FCCJ)
- 日本広報学会
- 日本編集制作会社協会
- 日本医学ジャーナリスト協会
- Worldcom Public Relations Group